# Transomnie
 (février 2025).
Motif : Notoriété encyclopédique ?
- Archive Wikiwix
- Bing
- Cairn
- DuckDuckGo
- E. Universalis
- Gallica
- Google
- G. Books
- G. News
- G. Scholar
- Persée
- Qwant
- (zh) Baidu
- (ru) Yandex
- (wd) trouver des œuvres sur Wikidata

| 1. | Préciser le motif de la pose du bandeau. | Précisez le motif de la pose du bandeau en utilisant la syntaxe suivante : {{admissibilité à vérifier\|date=mars 2025\|motif=remplacez ce texte par le motif}}                  |
| 2. | Informer les utilisateurs concernés.     | Pensez à avertir le créateur de l'article, par exemple, en insérant le code ci-dessous sur sa page de discussion : {{subst:avertissement admissibilité à vérifier\|Transomnie}} |

Transomnie est un livre-jeu écrit par Emmanuel Quaireau en 2010, il a reçu le Prix Yaztromo d'or 2010.
Il est publié en bulgare sous le titre Съновидение par l'éditeur Книги-игри (Kniga-igra, 2014)  (ISBN 978-6-19716001-7).